# The Phantom Stallion
The Phantom Stallion é um filme norte-americano de 1954, do gênero faroeste, dirigido por Harry Keller e estrelado por Rex Allen e Slim Pickens.

## Produção
Rex Allen é considerado o último dos grandes cowboys cantores do cinema, pois quando iniciou a carreira nos faroestes B, em 1950, a televisão já começava a fechar as pequenas casas de exibição que mostravam esse tipo de filme. Sua estreia foi em The Arizona Cowboy, que lhe deu o epíteto com o qual passaria a ser conhecido: O Cowboy do Arizona.
The Phantom Stallion foi a última das dezenove películas que Allen estrelou para a Republic Pictures. Foi também o último faroeste B produzido por esse estúdio e um dos últimos produzidos por Hollywood.

## Elenco
| Ator/Atriz    | Personagem     |
| ------------- | -------------- |
| Rex Allen     | Rex Allen      |
| Slim Pickens  | Slim           |
| Carla Balenda | Claire         |
| Harry Shannon | Michael Reilly |
| Don Haggerty  | Gil            |
| Peter Price   | Tony Reilly    |
| Rosa Turich   | Lucretia       |